# شهبازي (مقاطعة فيروزآباد)
شهبازي (بالإنجليزية: Mazraeh-ye Shahbazi)‏ هي human-geographic territorial entity تقع في فارس في إيران. يقدر عدد سكانها بـ 27 نسمة .